# Джеймс Стерлінг
Джеймс Фрезер Стерлінг або Стірлінг (англ. James Frazer Stirling, 22 квітня 1926, Глазго — 25 червня 1992, Лондон) — британський архітектор.

## Життєпис
Стерлінг народився в Глазго. Сім'я переїхала до Ліверпуля, коли Джеймс був немовлям, де він навчався в середній школі. Під час Другої світової війни він приєднався до парашутного полку. Був висаджений з парашутом за німецькі ворожі лінії до операції "Нептун" і двічі поранений, перш ніж повернутися до Великої Британії.
У 1945—1950 вивчав архітектуру в університеті Ліверпуля. Кілька років Стерлінг працював у фірмі «Лайонс, Ісраель та Елліс», а 1956 заснував бюро «Стерлінг та Ґоуен», що проіснувало до 1963. У цей період він захоплювався модернізмом та бруталізмом. Найзначніша споруда раннього Стерлінга — інженерний корпус Лестерського університету (1963).
У 1963 він починає працювати окремо від Ґоуена, а потім бере у помічники Майкла Вілфордом, з яким співпрацює з 1971 по 1992.
У 1966 Стерлінг одружився з дизайнеркою Мері Шенд, падчерицею письменника П. Мортона Шенда. У них було троє дітей: син і дві дочки.
У 1970-ті стиль архітектора зазнає змін. Споруди, спроектовані ним у цей період, перегукуються з архітектурою античності та бароко, більшого значення набувають колір та орнамент. Шедевром цього стилю вважається Нова державна галерея у Штутгарті (1984). До нього ж належать центр соціальних досліджень у Берліні (1988), кілька англійських музеїв, а також Штутгартська вища школа музики та театру і лондонська офісна будівля No 1 Poultry, побудовані вже після смерті майстра.
Стерлінг став третім лауреатом престижної Прітцкерівської премії, а в 1992 був посвячений у лицарі. Через три дні після посвяти був госпіталізований з грижею. Помер 25 червня 1992 після хірургічних ускладнень. Відповідно до його побажань, був похований біля його меморіалу в церкві Христа, Спітфілдс. Після смерті Стерлінга Майкл Вілфорд продовжив їхню практику.
З 1996 проводиться вручення нагороди, названої на його честь.

## Проекти
- 1958 Лондон: Ленґхем хаус — квартири в Хем Коммон (з Джеймсом Ґоуеном)
- 1959 Лестерський університет — інженерний факультет (з Джеймсом Ґоуеном)
- 1961 Лондон — актовий зал школи Камбервелла
- 1964 Університет Сент-Ендрюса — резиденція Ендрю Мелвілла
- 1968 Кембриджський університет — історичний факультет
- 1971 Оксфордський університет — Коледж Королеви, Будинок Флорі
- 1972 Хаслемір, Суррей — Навчальний центр для Оліветті
- 1984 Штутгарт — Neue Staatsgalerie (Нова державна галерея)
- 1984 Кембридж (Массачусетс) — Гарвардський університет, Гарвардський художній музей (розширення)
- 1987 Берлін — Wissenschaftszentrum (кампус соціальних наук)
- 1987 Лондон — Тейт Британія, Клор галерея (розширення)
- 1997 Лондон: офісний центр No 1 Poultry (завершено посмертно за його проектами)

## Галерея

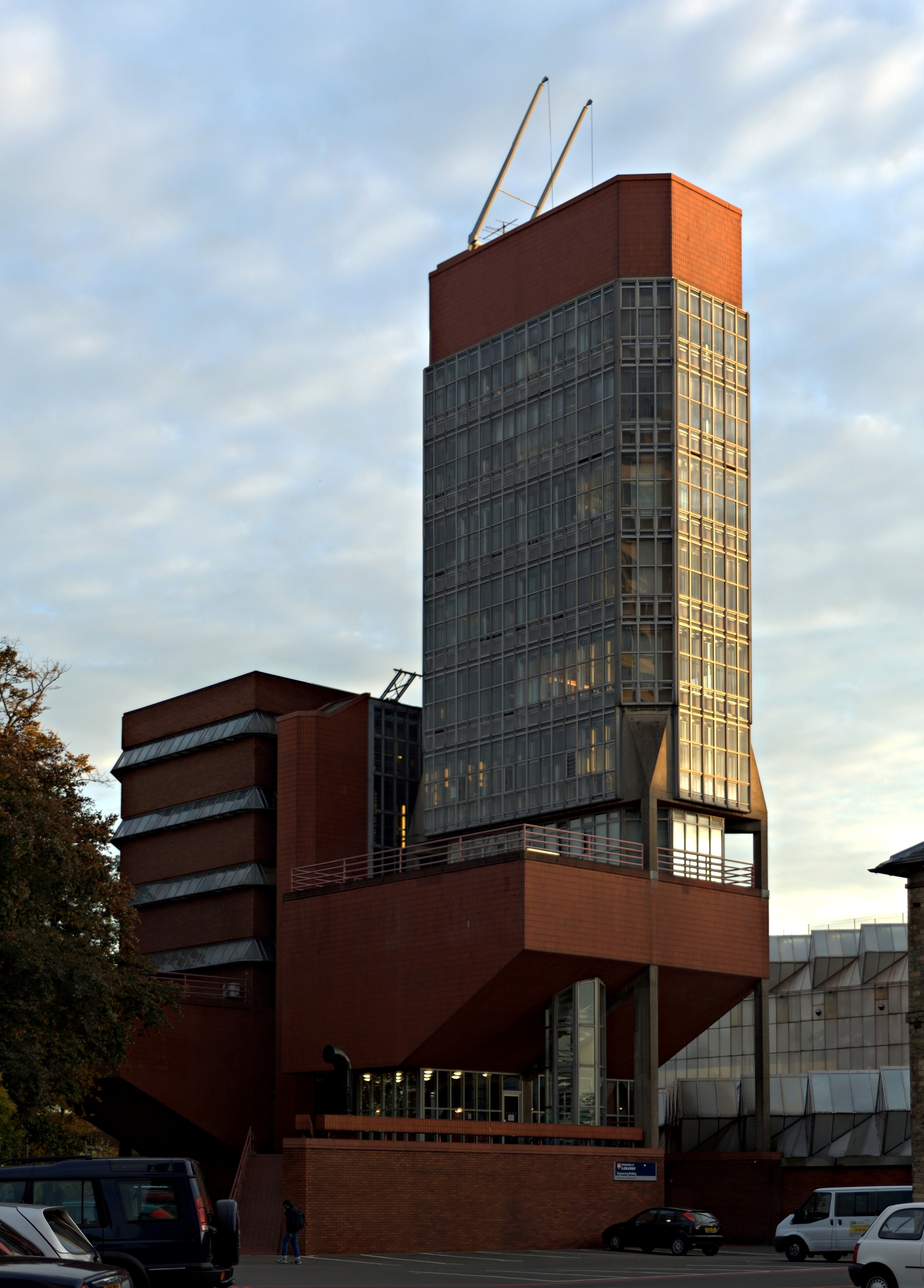
Інженерний факультет Лестерського університету
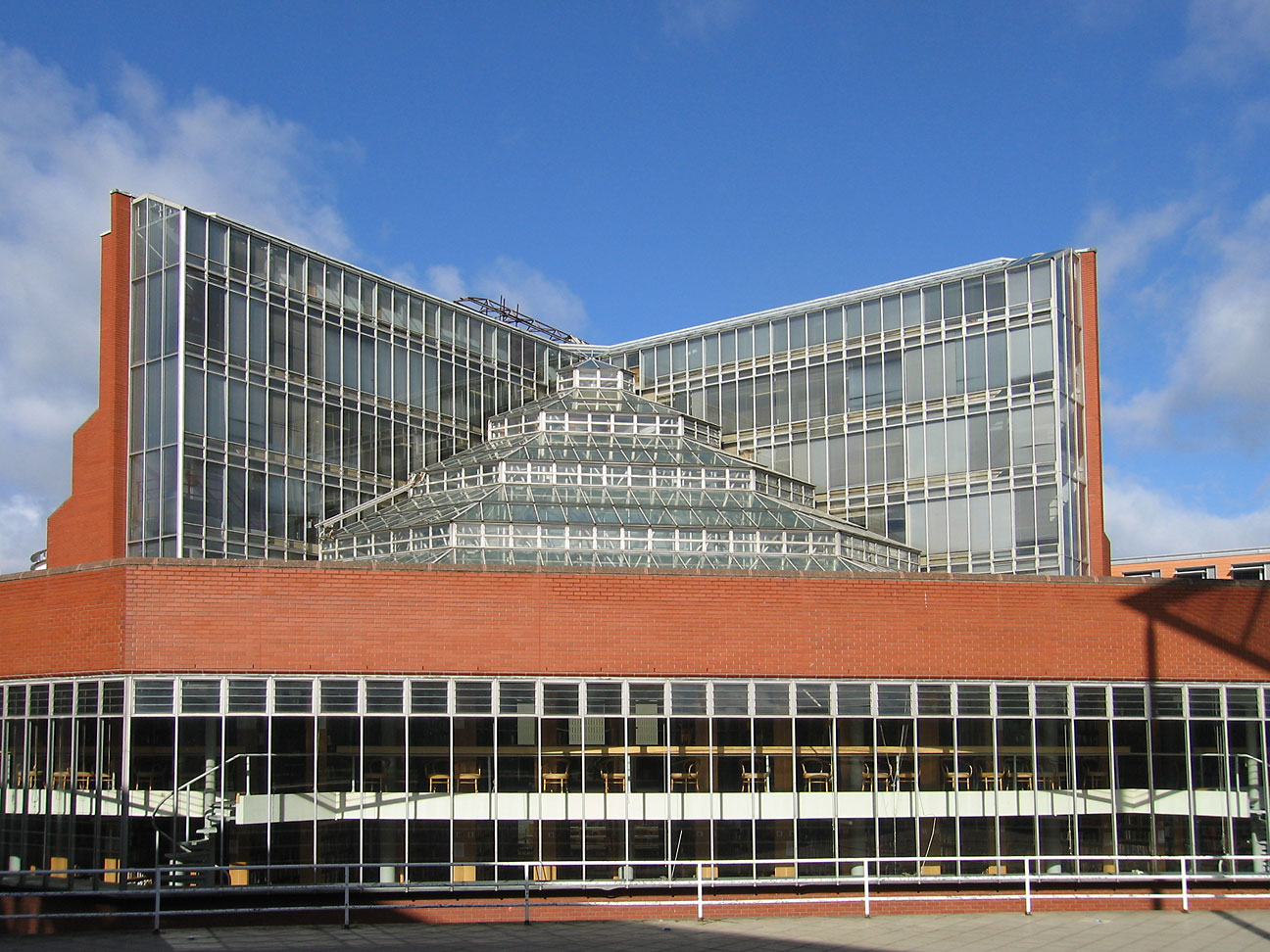
Кембриджський університет. Історичний факультет
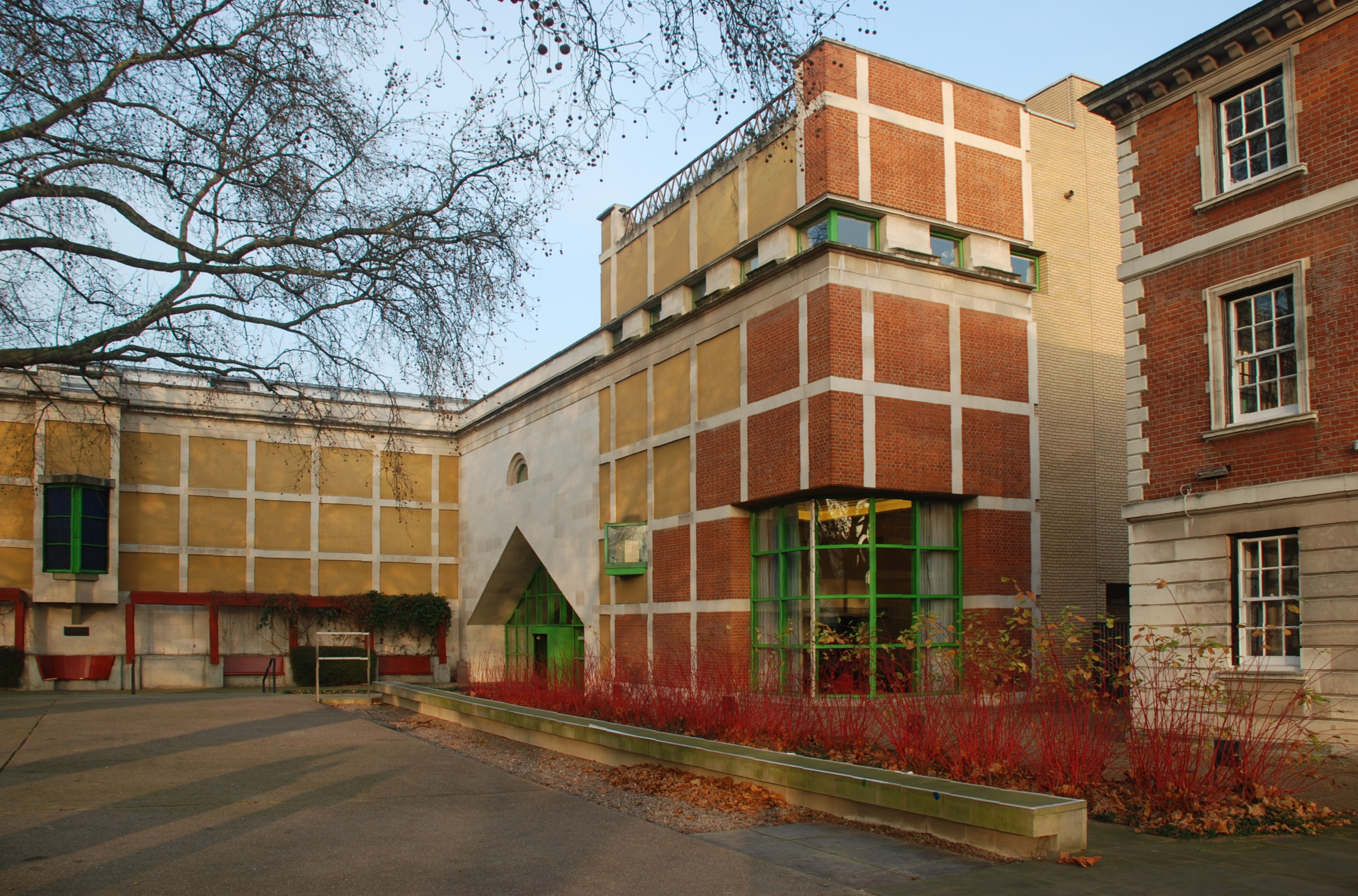
Лондон. Клор галерея.
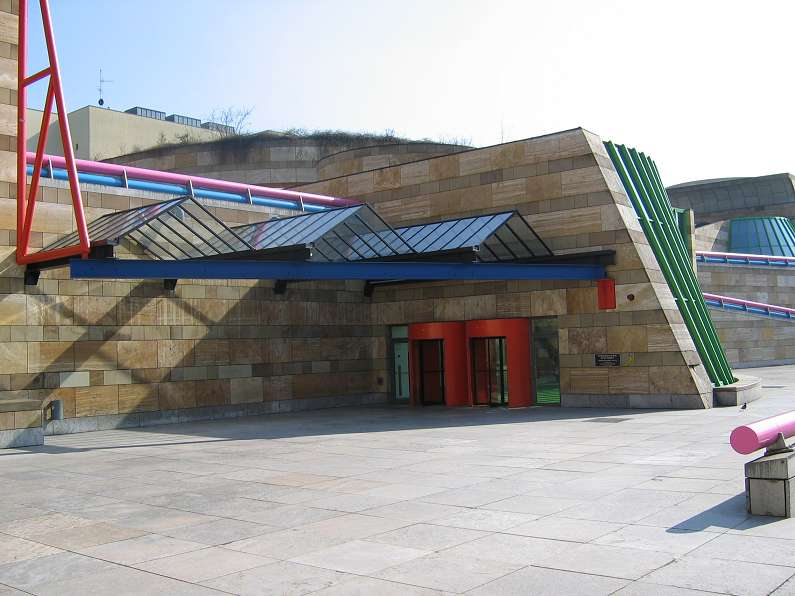
Штутгарт
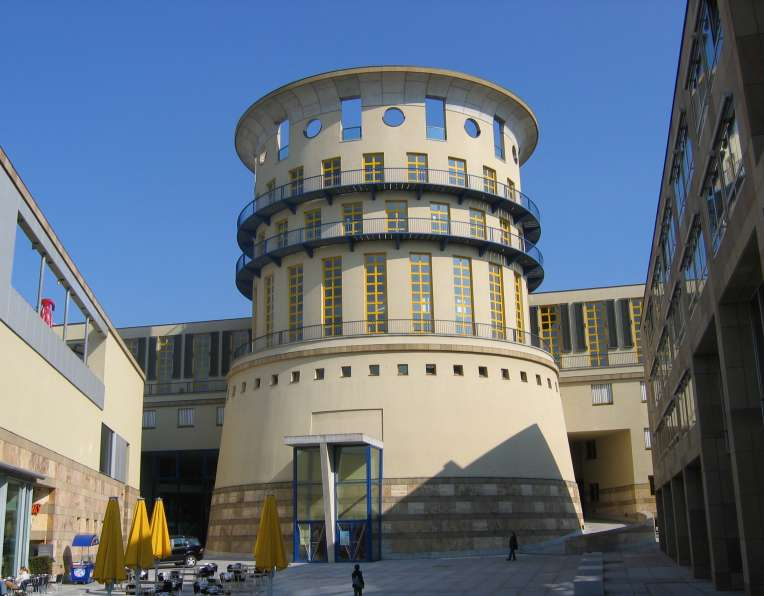
Головний вхід Штутгартської Вищої школи музики і театру
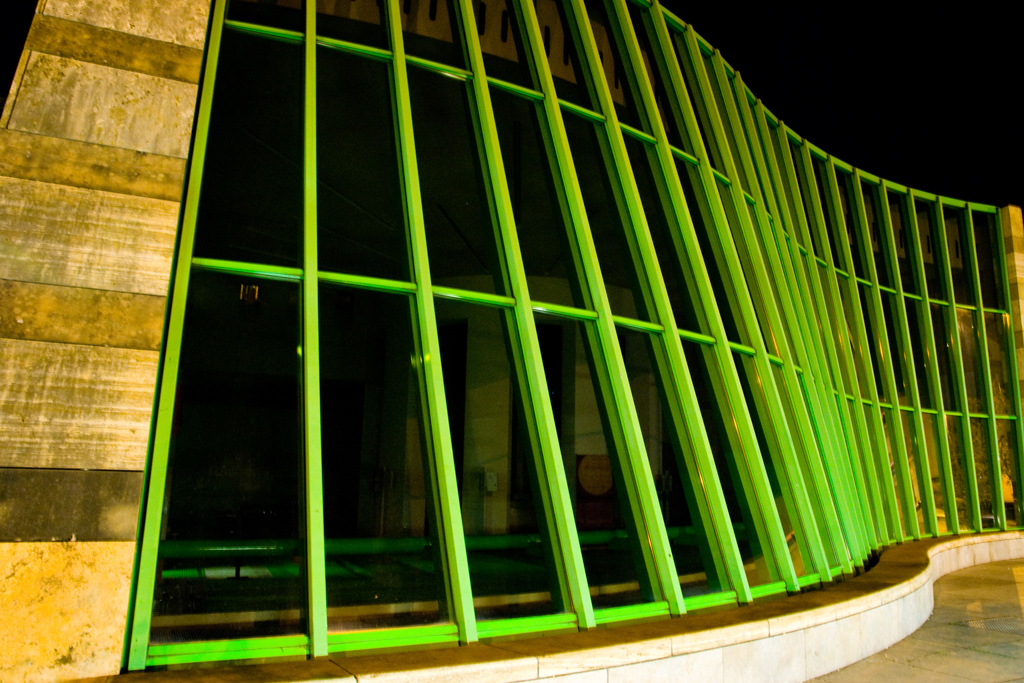
Штутгарт. Нова жержавна галерея
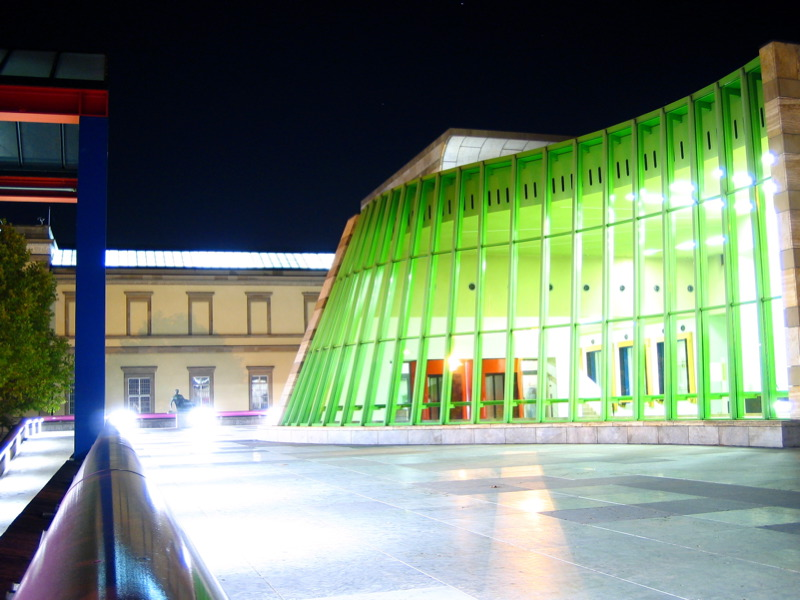
Штутгарт. Нова державна галерея